# Calle de Toledo
A Calle de Toledo Madrid egy főútja és hagyományos kereskedelmi útvonala. A Plaza Mayor és a Puente de Toledo közt fut.

## Vonala
A Calle de Toledo a Plaza Mayortól indul dél felé. Útja során 2 igazán fontos kereszteződése van, ezek az alábbiak:
1. Plaza Segovia Nueva, közvetlen leágazással Extremadura felé
2. Glorieta Puerta de Toledo, ahonnan az egykori Atocha (eszpartófű) térről elnevezett negyed felé a Tabacalera művészeti központ és környéke is elérhető.

A Calle de Toledo vége a Toledo híd, melynek déli oldalától a mai Antonio de Leyva út vitt közvetlenebbül Toledo felé, de Carabanchel kiépülésével az út természetes folytatása ma már annak főútja. Ez az út a Calle General Ricardos.

## Története

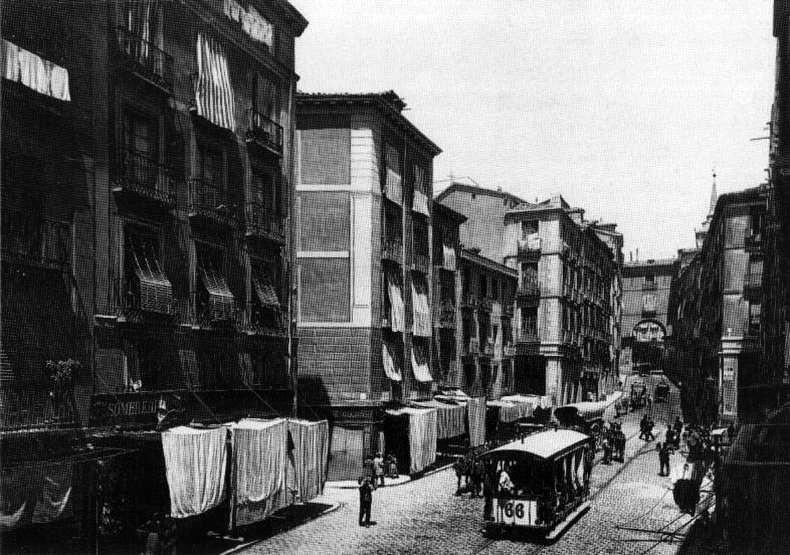
A Calle de Toledo a Plaza Mayornál (1890).

Az út a ma ismert formájában, és általában a Plaza Mayor környéki építmények leginkább a XVI.-XVII. században a Habsburgok (lásd: "Ausztria-negyed") alatt épült ki. Cikk először 1832-ben jelent meg róla. Ennek címe Toledo út, szerzője pedig Ramon de Mesonero Romanos.
Legszélesebb szakasza az alsó: a Glorieta Puerta de Toledótól a hídig. E szakasz neve eredetileg Paseo de los Ocho Hilos volt a ma már nem létező 8 fasorra utalva. Ma himalájai cédrusok állnak itt.